# 독해
독해(讀解)는 글을 읽고 그 내용을 이해하는 것이다. 어떠한 글을 읽고 내포된 정보를 독자의 지식과 정보 및 경험을 토대로 그것을 이해하고 해석하기까지 독자의 일련의 행위를 가리키는 개념이다. 독해는 독자와 필자가 공유하는 문장 표현 규칙이 있어야 가능한 행위이며 글의 주제 및 구성 파악, 연계 추론 등을 할 수 있는 능력을 독해력이라고 한다. 

## 같이 보기
- 읽기